# 3318 Бліксен
3318 Бліксен (3318 Blixen) — астероїд головного поясу, відкритий 23 квітня 1985 року.
Тіссеранів параметр щодо Юпітера — 3,217. Названий на честь данської письменниці Карен Бліксен.